# 조중황
조중황(趙仲况, ? ~ ?)은 전한 초기의 관료로, 전한의 군인 조충국(趙充國)의 선조이다.

## 행적
문제 · 경제 때 관직이 소부에 이르렀다.
조중황은 《삼로조관비》(三老趙寬碑)에서만 존재가 확인되는 인물로, 정확한 소부 재임 시기는 알려져 있지 않다.

## 출전
- 《삼로조관비》(三老趙寬碑)

| 전임 양성연? 신? | 전한의 소부 (문제 · 경제 시기) | 후임 신? 맹분? |